# Tetrahedron Provincial Park
Der Tetrahedron Provincial Park ist ein rund 6000 Hektar (ha) großer Provincial Park in der kanadischen Provinz British Columbia. Der Park liegt in den Bergen nördlich des Howe Sound.
Der Park bzw. ein Teil seiner Fläche ist Bestandteil des im September 2021 neu eingerichteten Biosphärenreservates Atl'ka7tsme/Howe Sound, eines UNESCO-Biosphärenreservates.

## Anlage
Der Park liegt nordöstlich von Sechelt bzw. nordwestlich von Gibsons im Sunshine Coast Regional District, an der Sunshine Coast. Höchster Punkt des Parks ist der 1739 m hohe Tetrahedron Peak, gefolgt vom „Panther Peak“ (1695 m) und dem Rainy Mountain (1682 m).
In British Columbia wird das Ökosystem mit dem Biogeoclimatic Ecological Classification (BEC) Zoning System in verschiedene biogeoklimatische Zonen eingeteilt. Biogeoklimatische Zonen zeichnen sich durch ein grundsätzlich identisches oder sehr ähnliches Klima sowie gleiche oder sehr ähnliche biologische und geologische Voraussetzungen aus. Daraus resultiert in den jeweiligen Zonen dann auch ein sehr ähnlicher Bestand an Pflanzen und Tieren. Innerhalb des Ökosystems von British Columbia wird das Parkgebiet der Coastal Western Hemlock Zone und der Mountain Hemlock Zone zugeordnet. In den niedrigeren Bereichen des Parks wachsen die westliche Hemlocktanne und der Riesen-Lebensbaum, während in den höheren Wälder Berg-Hemlocktanne, Nootka-Scheinzypresse und Purpur-Tanne vorherrschen.
Bei dem Park, der am 13. Juni 1995 eingerichtet wurde, handelt es sich um ein Schutzgebiet der Kategorie II (Nationalpark). Seit seiner Einrichtung wurden sowohl sein Status wie auch seine Größe verändert.
Wie bei allen Provinzparks in British Columbia gilt auch für diesen, dass er, lange bevor die Gegend von europäischen Einwanderern besiedelt oder sie Teil eines Parks wurde, Jagd- und Siedlungsgebiet verschiedener Stämme der First Nations, hier unter anderem der Sechelt und der Squamish, war.

## Tourismus
Der Park verfügt an touristischer Infrastruktur im Wesentlichen nur über mehrere Schutzhütten.